# Dănești (gmina w okręgu Harghita)
Dănești – gmina w Rumunii, w okręgu Harghita. Obejmuje tylko jedną miejscowość Dănești. W 2011 roku liczyła 2292 mieszkańców.